# Strzegom (województwo świętokrzyskie)
Strzegom – wieś w Polsce, położona w województwie świętokrzyskim, w powiecie staszowskim, w gminie Rytwiany.

## Integralne części wsi
| SIMC    | Nazwa     | Rodzaj     |
| ------- | --------- | ---------- |
| 0805933 | Wiśniówka | przysiółek |

## Historia
20 grudnia 1950 siedmiu mieszkańców wsi otrzymało wyroki śmierci za zamordowanie Żydów w tym dzieci podczas II wojny światowej.
W latach 1867–1954 w granicach administracyjnych gminy Osiek (natenczas dzieliła się na: Strzegom wioskę i folwark, Strzegom-Majorat kolonię, Strzegom Poparafialny wioskę oraz Strzegom sołtystwo); a w granicach obecnej gminy Rytwiany dopiero od 1 stycznia 1973 roku po reaktywacji gmin w miejsce gromad.
W latach 1975–1998 miejscowość należała do województwa tarnobrzeskiego.

## Zabytki
- Drewniany kościół pw. Matki Boskiej Bolesnej i św. Andrzeja Apostoła z XVI/XVII w. Dawne inwentarze podają, że kościół powstał w 1404 r., zaś kalendarze liturgiczne, że w 1441 r.[7]

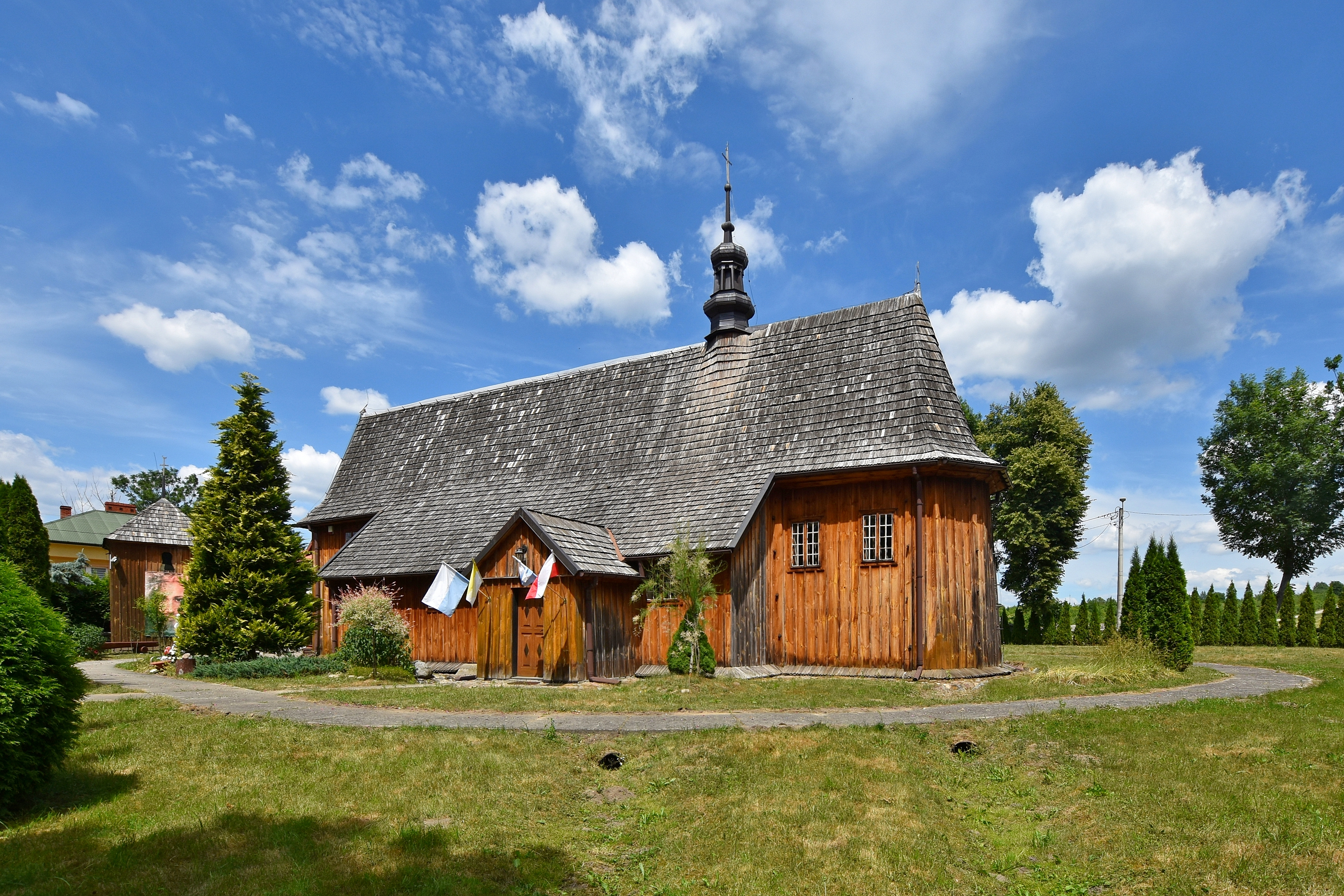
Kościół
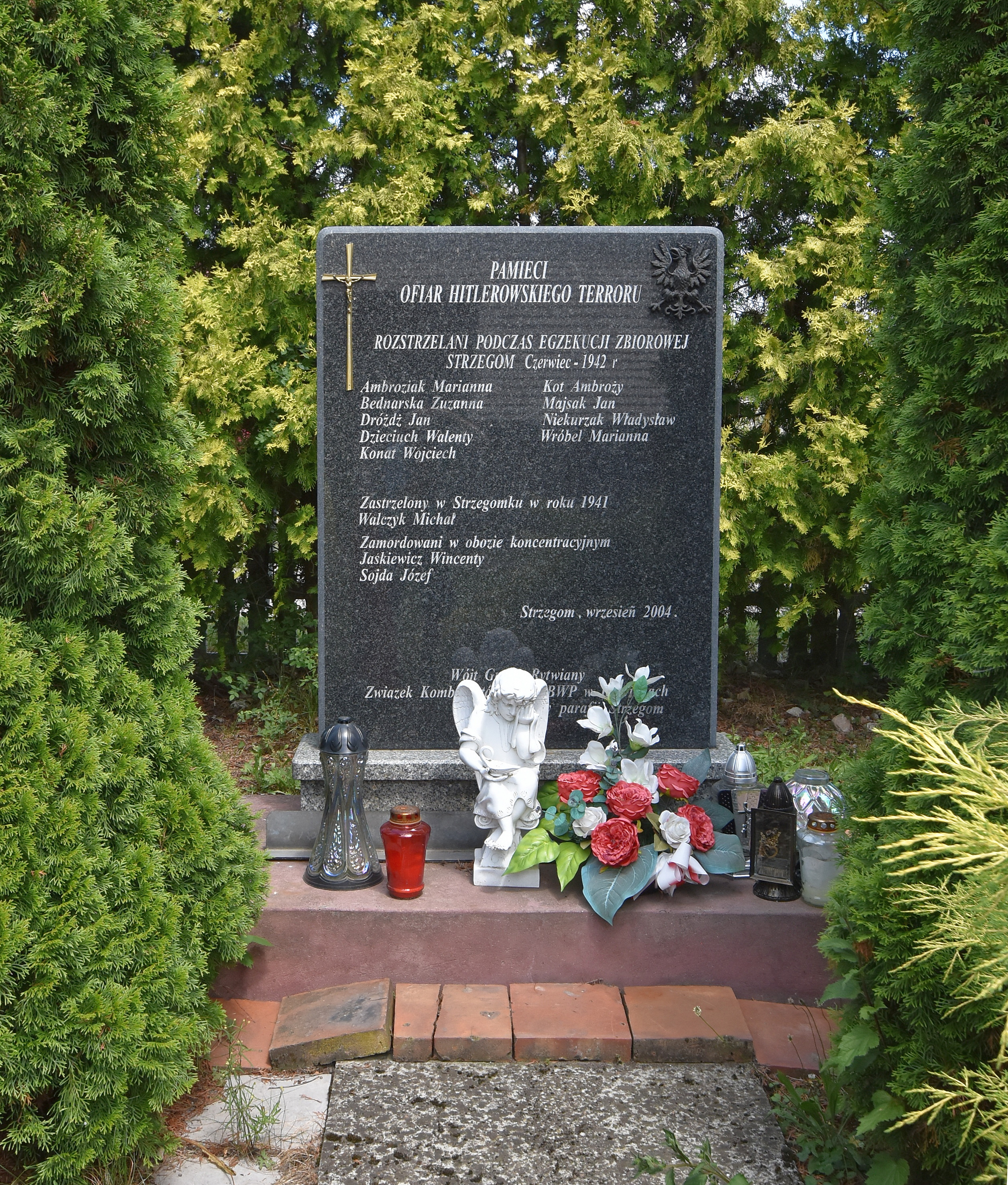
Tablica przy kościele

## Dawne części wsi – obiekty fizjograficzne
W latach 70. XX wieku przyporządkowano i opracowano spis lokalnych części integralnych dla Strzegomia zawarty w tabeli 1.

| Nazwa wsi           | Nazwy części wsi                                                  | Nazwy obiektów fizjograficznych – opis, charakter obiektu |
| ------------------- | ----------------------------------------------------------------- | --- |
| I. Gromada RYTWIANY |                                                                   | |
| 1. Strzegom         | 1. Plebania 2. Sołtystwo 3. Strzegom-Górki 4. Talęga 5. Zaleszcze | 1. Gać — źródło rzeczki 2. Grudza — łąka 3. Jelenia Smuga — las 4. Klasztorka — droga 5. Kopaniny — pole, łąka 6. Kurznik — łąka, olszyna 7. Lisie Jamy — las 8. Lizawy — łąka 9. Lotnisko — pole 10. Łaziska — pole, łąka 11. Opalonki — las 12. Pod Kłodzką Drogą — pole 13. Pole — pole 14. Rudki — łąka 15. Sołtystwo — pole 16. Struga — łąka 17. Szopa — las 18. Talerz — pole 19. Talęga — pole, łąki 20. Zagórze — pole 21. Zakurznice — pole 22. Zaleszcze — pole 23. Zastawie — łąka |

## Komunikacja, ulice
Najbliższa droga wojewódzka: 765 (Chmielnik – Staszów – Osiek).
Poniżej w tabeli 2 ulice będące integralną częścią wioski Strzegom z aktualnie przypisanym im numerem zgodnym z TERYT z katalogu ULIC.

| Symbol ulicy | Nazwa ulicy           | Symbol ulicy | Nazwa ulicy   | Symbol ulicy | Nazwa ulicy   |
| ------------ | --------------------- | ------------ | ------------- | ------------ | ------------- |
| 05939        | ul. Górki             | 07565        | ul. Jędrusiów | 10009        | ul. Krótka    |
| 35202        | ul. ks. Jana Jagiełły | 09546        | ul. Kościelna | 21271        | ul. Strażacka |

## Literatura
1. Kaczmarek Leon (red. nauk. zeszytu), Taszycki Witold (red. nauk. wyd.): Urzędowe Nazwy miejscowości i obiektów fizjograficznych. 33. Powiat staszowski województwo kieleckie. Komisja ustalania nazw miejscowości i obiektów fizjograficznych (do użytku służbowego). Z: 33. Warszawa: Urząd Rady Ministrów. Biuro do Spraw Prezydiów Rad Narodowych, 1970. Brak numerów stron w książce